# Mount Schank
Mount Schank – wygasły krater wulkaniczny znajdujący się w południowo-wschodniej części Australii Południowej w pobliżu Mount Gambier. Powstał w epoce holocenu około 2000 do 4000 lat temu.
Krater nazwany został na cześć admirała Royal Navy - Johna Schanka.

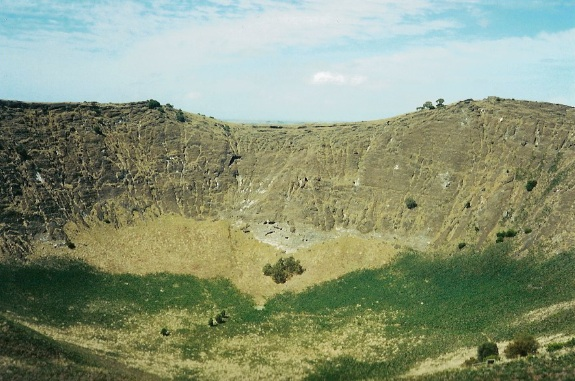
Wnętrze krateru